# Injakulation
Von Injakulation sprechen manche Vertreter gewisser esoterischer Kreise, wenn beim männlichen Orgasmus durch einen (Finger-)Druck auf einen Genital-Punkt zwischen Hodensack und After oder durch Anspannung des Musculus pubococcygeus (PC-Muskel) die Ejakulation nach außen angeblich verhindert werde. Dieser behauptete Vorgang sei von der retrograden Ejakulation, die nach manchen Operationen an der Prostata auftritt, zu unterscheiden. Bei letzterer besteht ein Abfluss des Ejakulats entgegen der normalen Richtung, d. h. in die Blase.
Das Wort ist ein Neologismus und eine Parallelbildung zu Ejakulation mit der Vorsilbe in- („hinein“) anstatt ex/e- („heraus“); als Variante von lateinisch eiaculare (herausschleudern), abgeleitet von iacere (werfen) verbunden mit der entsprechenden Vorsilbe für hinein resp. heraus.
Auf verschiedenen Seiten des Internets, die sich auf daoistische Lehren und Sexualpraktiken berufen, wird die „Methode der Injakulation“ als eine vielversprechende Verlängerung des Orgasmus und Alternative zum Coitus interruptus empfohlen.
Die Injakulation sei kein trockener Orgasmus, da sie kein Ausbleiben des Ejakulats aufgrund von geschlechtsphysiologischer Unreife vor der Pubertät oder durch Anejakulation darstelle, sondern durch eine Manipulation bewusst so herbeigeführt werde.

## Biologische Rahmenbedingungen
- Ejakulation und Orgasmus sind jeweils eigene Vorgänge, die gewöhnlich zusammen, in bestimmten Fällen aber auch einzeln vorkommen.
- Ein Orgasmus ist unabhängig davon, ob – und in welche Richtung – Samenflüssigkeit fließt.
- Die Ejakulation geschieht in zwei aufeinander folgenden Phasen:
  - Emission: Transport aller Teile der Samenflüssigkeit in den Prostata-Abschnitt der Harnröhre.
  - Expulsion: Ausstoß der bereit gestellten Samenflüssigkeit durch rhythmische Aktivität mehrerer Muskelgruppen. Gleichzeitig wird über α1-Adrenozeptoren die Muskulatur des Harnblasenhalses aktiviert, wodurch die Harnblase verschlossen wird. Zusätzlich wird direkt hinter der Eintrittsstelle der Samenflüssigkeit in die Harnröhre eine Absperrung nach hinten durch den Musculus ejaculatorius hergestellt, der den Samenhügel als Blockade in die Harnröhre hineindrückt. Somit wird bei einer Ejakulation der Rückfluss von Sperma in die Harnblase und die Beimengung von Urin verhindert.[2][3]
- Eine Blockade der Emission von außen (Finger) oder durch Muskelanspannung wäre technisch nahezu unmöglich, da sie die gesamte Zeit der sexuellen Erregung (auch durch Bilder) umfassen müsste.
- Eine Vermeidung von Erholungszeiten nach einem Orgasmus (Dauerorgasmen), falls eine Blockade der Emission möglich wäre, ist auch neurophysiologisch ausgeschlossen, da der Orgasmus im Gehirn stattfindet und nicht im Bereich der Prostata.[4]

## Kritik
Es ist bisher nicht wissenschaftlich erklärt, wie das im Körper verbleibende Ejakulat einen lusterhaltenden Effekt – so im Daoismus behauptet – bewirken könnte.
Nach einem normalen (nicht manipulierten) männlichen Orgasmus tritt eine rapide Absenkung von Adrenalin und Noradrenalin und eine Zunahme von Oxytocin und Prolaktin auf. Diese hormonellen Veränderungen verursachen beim Mann die Refraktärphase. Kritiker sind der Ansicht, dass es nicht möglich wäre, diese hormonellen Veränderungen durch eine Injakulation zu unterbinden, womit der angebliche lust- und erektionserhaltende Effekt ebenfalls ausbleiben dürfte.
In der einschlägigen Literatur wird erwähnt, dass es Anfängern schwerfällt, an der richtigen Stelle am Damm zu drücken. Es komme vor, dass die Harn-Samen-Röhre erst nach dem Spritzkanaleingang (in Richtung Penis) verschlossen würde. Das hierdurch bedingte Umleiten der Samenflüssigkeit in die Harnblase ist gesundheitlich unproblematisch und bekannt als retrograde Ejakulation. Das in die Blase gelangte Ejakulat wird mit dem nächsten Harnfluss ausgeschieden. Ein so missglückter Versuch (keine echte Injakulation) hat keinen lust- und erektionserhaltenden Effekt.
Die Injakulation ist keine sichere Verhütungsmethode (siehe Pearl-Index), da sie, vergleichbar mit dem Coitus interruptus, von der rechtzeitigen Intervention des Mannes abhängt. Zusätzlich besteht das Risiko, dass beim Geschlechtsverkehr auch ohne Ejakulation spermienhaltige Flüssigkeit aus dem Penis austritt (siehe Präejakulation bzw. Bulbourethraldrüse).